# Xu Shuya
Xu Shuya (født 12. maj 1961 i Changchun, Kina) er en kinesisk komponist, pianist og lærer.
Shuya studerede komposition på Shanghai Musikkonservatorium, hos Zhu Jian´er og Ding Shande. Han var senere lærer i komposition på samme skole. Efter at havde fået tildelt et stipendium, studerede han komposition i Frankrig på École Normale de Musique og på Conservatoire National Supérieur de Musiquei i Paris. Han komponere i en moderne stil i alle genre og har skrevet en symfoni, orkesterværker, kammermusik, koncertmusik, instrumentalmusik for mange instrumenter, operaer, vokalmusik etc. Shuya lever i dag i Frankrig, hvor han lever som komponist og underviser i komposition.

## Udvalgte værker
- Symfoni nr. 1 "Kurver" (1986) - for orkester
- Violinkoncert (1982) - for violin og orkester
- "Sne i august" (2002) - opera
- "Verdens expo forestilling" (2010) (Symfonisk digtning) - for orkester